# Leptoharpacticus
Leptoharpacticus is een vliegengeslacht uit de familie van de roofvliegen (Asilidae).

## Soorten
- L. mucius (Walker, 1849)